# ZTE疑惑
ZTE疑惑（ZTEぎわく）は、2007年から2008年にかけて、グロリア・アロヨ大統領政権下のフィリピンで起きた政治腐敗疑惑、スキャンダル。
当時、フィリピン政府は、国内の行政機関など2万5,800か所を広帯域通信網で結ぶことを目指した国家ブロードバンドネットワーク (National Broadband Network, NBN) の事業を、中国の中興通信 (ZTE)へ発注していたが、その過程で収賄などの不正があったのではないかという疑惑が浮上し、政界を揺るがした。
フィリピン政府とZTEの契約は、2007年4月20日に中国の海南省で結ばれたが、一連の騒動を受けアロヨ大統領は、10月に契約を破棄し、計画も白紙に戻した。

## 経緯

### 背景
2007年4月、フィリピンの運輸通信省 (DOTC) の大臣であったレアンドロ・メンドーサと、ZTEの副社長ユ・ヨン (Yu Yong) が、政府の通信機能を改善させるべく国家ブロードバンドネットワーク (National Broadband Network, NBN) を構築するため、米ドルで3億2950万ドルの契約を結んだ。
8月29日、ヌエヴァ・ヴィスカヤ州選出の代議院議員カルロス・パディラが特権演説 (privilege speech) の中で、選挙管理委員会 (COMELEC) の委員長であるベンヤミン・アバロスが、中華人民共和国へ渡り、NBN計画に関わる取引を仲立ちをしたと仄めかした。翌日、アバロスはNBN計画への関与を否定したが、この間、中国へ4回渡航していたことは認めた。
9月5日、元老院議員のアキリノ・ピメンテルは、NBN計画に関して元老院が調査をおこなうことを求めた。結果的に、アラン・ピーター・カエタノが委員長である公務員の説明責任と調査の委員会 (the Accountability of Public Officers & Investigations)（通称、ブルーリボン委員会 (the Blue Ribbon Committee)）、ロドルフォ・ビアソンが委員長の国防安全委員会 (the National Defense and Security committee)、マル・ロクサスが委員長の通商委員会 (the Trade and Commerce committee) の 3委員会が合同で、この問題に関する公聴会を開くこととなった。

### 元老院の調査

#### デベネシオの証言
フィリピン代議院議長ホセ・デベネシア・ジュニアの息子であるホセ・デベネシア3世は、9月10日に証言に立ち、アバロスと一緒に中国に渡り、アバロスがZTEの役員たちに「金を要求した (demand money)」と聞いた、と述べた。デベネシア（子）は、NBN計画に関する入札で、ZTEに敗れた側であるアムステルダム・ホールディングス (Amsterdam Holdings) の社長であった。
9月11日、フィリピン最高裁判所は、イロイロ州副知事で元代議院議員であるロレックス・スプリコ (Rolex Suplico) がデベネシア（子）とともに訴えていた別途の裁量上訴訴訟に基づいて、フィリピン政府と中国企業であるZTEの間で結ばれた3億2950万ドルの国家ブロードバンドネットワーク (NBN) の契約に対して、一時的差止命令 (temporary restraining order, TRO) を公布した。野党勢力からの政治的圧力が高まる中、裁判所はZTEに15日間の猶予を与え、差止請求に対する弁明の機会を与えた。かつて野党の代議院議員であったスプリコは、この契約が公開入札によっておらず密かにおこなわれたものであり、すべての電気通信施設の民営化を定めた電気通信政策法 (the Telecommunications Policy Act) に違反していると主張した。カルロス・パディラは、汚職および腐敗行為防止法 (the Anti-Graft and Corrupt Practices Act)、電気通信政策法、一括事業請負後譲渡方式法 (the Build-Operate-Transfer (BOT) Act)、政府調達法 (the Government Procurement Act) に違反するとして、DOTC と ZTE の役員をオンブズマン当局に提訴した。アムステルダム・ホールディングスも、入札に成功していたはずであるとして、契約書の写しを公開するよう DOTC に命じることを裁判所に請求した。デベネシア（子）は、9月18日にも証言し、グロリア・マカパガル・アロヨ大統領の夫であるマイク・アロヨが、個人的に自分に話しかけ、NBN計画への参入から「手を引く (back off)」ように言われたと述べた。

#### ネリの証言
9月20日の元老院における公聴会には、閣僚も出席したが、元国家経済開発庁 (NEDA) 長官で、後に高等教育委員会委員長も務めるロムロ・ネリは病気のため欠席した。2007年9月22日、アロヨ大統領は、政権下で賄賂スキャンダルが大問題となってきたことを受けて、ZTE とのブロードバンド契約を棚上げにした。
ネリとアバロスは、9月26日の元老院公聴会において、ついに対面することとなり、ネリは、ワックワック・ゴルフクラブで一緒にゴルフをしながら ZTE との取引について話していた際、アバロスが自分に対して「Sec, may 200 ka dito（この取引で君には2億ベソが入るよ）」と言ったと証言した。アバロスは、そのようにあからさまな買収の試みをしたことはないと否定した。後に、ネリは、一部の元老院議員たちからの質問に対して、行政特権を引き合いに出した。その後の元老院における公聴会においても、彼はしばしば行政特権を引き合いに出して回答を拒んだ。
2007年9月27日、ZTE は、最高裁判所に対し、差し止め請求が同社に巨額の損失を与えるなど、複数の理由を挙げて、一時的差止命令の解除を求める動議を出した。
アバロスは選挙管理委員会 (COMELEC) 委員長を10月1日付で退任すると表明し、レスレクシオン・ボラが後任に就いた。アロヨ大統領は10月2日に中国へ渡り、中華人民共和国主席で中国共産党中央委員会総書記である胡錦濤に、NBN計画に関し、ZTEとの契約を解除することは「難しい決断 (difficult decision)」であったと述べた。
2008年5月26日、最高裁判所は「ネリ対元老院事件 (Neri vs. Senate)」に判決を下し、ネリとアロヨ大統領の間の会話は秘密情報にあたり、ネリについて議会侮辱にはあたらないとした。

#### ロサダの拉致と証言
2008年1月30日、元老院はネリとともに、政府が運営するフィリピン森林公社の元最高経営責任者 (CEO) で国家経済開発庁 (NEDA) のコンサルタントでもあったロドルフォ・"ジュン"・ロサダ・ジュニアの逮捕状を発行した。ネリは姿をくらまし、ロサダは元老院の公聴会に出席せず香港へ逃れた。一方、代議院議長のデベンシア（父）は、2月5日におこなわれた不信任議決によって、議長の座を追われ、同じくラカスCMDに所属する、ダバオ選出のプロスペロ・ノグラレスが後任の議長となった。
2月5日、元老院の逮捕執行部隊がニノイ・アキノ国際空港でロサダの到着を待っていたが、ロサダは正体不明の一団によって「町の外 (out of town)」に拉致され、ロサダの親族は行方不明として彼の救出を訴えた。2月7日になって、ロサダは姿を現し、警察は彼をマンダルヨンのラ・サール・グリーン・ヒルズで保護した。ロサダは、マイク・アロヨとアバロスをZTE疑惑に結びつけた。同日、最高裁判所は、元老院のネリに対する逮捕状の執行を停止し、現状維持を命じたため、逮捕される懸念のなくなったネリはその後姿を現し、国外へ逃れた。
翌日、元老院の公聴会において、ロサダは国家経済開発庁 (NEDA) で上司だったロムロ・ネリの証言を裏付け、選挙管理委員会 (COMELEC) 委員長ベンヤミン・アバロスとアロヨ大統領の夫マイク・アロヨが、取引におけるキックバックの背後にいたとした。このロサダの発言は、彼が、環境天然資源省 (DENR) の大臣であるリト・アティエンサ、ネリ、元大統領府秘書局 (PMS) 長マイケル・ディフェンソー、特命担当 (Secretary for Special Concerns) レメディオス・ポブラドール (Remedios Poblador)、副執行官 (Deputy Executive Secretary) マヌエル・ガイテ (Manuel Gaite) の命令で「拉致された (abducted)」後になされたものであった。
2月11日、元老院の公聴会が続く中で、政府はロサダを拉致したことを否定した。ロサダは、自分はマニラ首都圏をあちこち車で連れ回され、ラグナ州のロス・バニョスにも行った後、ラ・サール・グリーン・ヒルズの神学校に連れて行かれたと主張した。環境天然資源大臣アティエンサは、森林公社は環境天然資源省の傘下にあって、自分はロサダの上司にあたり、「彼は自分の命の危険を恐れて (he feared for his life)」香港からの帰国に際し助けを求めて来た、と述べた。デベネシオ（子）は、その後、ZTE がアバロス100万米ドルの前払金を渡していたと主張したが、その金額は、当時の為替レートが1ドル50フィリピン・ペソだったことを踏まえると5000万ペソとなり、これはフィリピンの刑法に照らして略奪に匹敵する横領にあたると、元老院議員たちは指摘した。
副執行官マヌエル・ガイテは、2月26日に公聴会に出席した。彼はそれ以前に、50万ペソをロサダの兄弟に渡したのは、香港での滞在費用だったと述べていた。ガイテは、自分がロサダに大金を与えた理由について「合理的に正当化することはできない (can't rationally justify)」と述べた。彼は自分の行動が「自分の良心と信念によって動いたものだ (was moved by my conscience and my faith)」とした。これ以前にロサダは、50万ペソは賄賂だったと述べていた。
フィリピン控訴裁判所は、ジュン・ロサダの救済令状 (writ of amparo) 請求を、生命と安全が危機に晒されているとする彼の主張には証拠がないとして、棄却した。2008年9月23日、ロサダは最高裁判所に、きょうだいであるビオレタ (Violeta) とアルトゥロ (Arturo) の保護が必要だとして、再審査を求めて上訴した。
2016年8月23日、反不正法廷は、ロサダ兄弟を、フィリピン森林公社との関係における不正利得で有罪とし、懲役6年から10年の判決を下した。

#### マドリアゴの証言
2008年2月26日の公聴会では、ZTEに勤務する技術者であるダンテ・マドリアゴ (Dante Madriaga) も証言し、410万米ドルは、「前払金 (advances)」であったと述べた。ZTE はそれ以上の資金を提供していないとし、契約の際にはアロヨ大統領にも立ち会ってもらうべきであったとも述べた。

### オンブズマンの動き
オンブズマンであるマ・メルセディタス・N・グテイレスは、大統領の夫であるマイク・アロヨ、ネリ、デベネシア父子、アバロスから、彼らの立場からの言い分を聞いた。この件は、元副大統領テオフィスト・ギンゴナ・ジュニア、数名の弁護士たち、ホセ・ディソン神父、各政党の代表者であるジョエル・ヴィラーヌーエバーやアナ・テレジア・オンティヴェロス＝バラケらによって扱われた。
オンブズマン事務所 (Office of the Ombudsman) は、2011年12月28日に、グロリア・マカパガル・アロヨ、ホセ・ミゲル・アロヨ、アバロスに加え、元運輸大臣レアンドロ・メンドーサを、指摘されている ZTE 国家ブロードバンド計画への不法な介入による不正利得の科で起訴した Ombudsman Conchita Carpio Morales affirmed the indictment in March 2012.。政党代表のネリ・コルメナレスとウォルデン・ベロは、このスキャンダルに関する記録が明確になるまで、フィリピン国内における ZTE の活動を禁止することを求めた。
反不正法廷は、2016年9月に、グロリア・マカパガル・アロヨ以下、訴えられた全員について、不正利得の件を却下した。

### 決定
アロヨ大統領は、2007年10月2日に、中国の最高指導者である胡錦濤との会見において、国家ブロードバンドネットワーク計画の破棄を決定した。2008年7月14日、最高裁判所は国家ブロードバンドネットワークの取引に関する合憲性を疑問とした3件の訴えについて、アロヨ大統領が計画の中止を決定した時点で既に検討する実際的価値を失ったとするムートネスの法理をもって、全て退けた。

## 反響
ジュン・ロサダの証言以降、いくつもの方面や、デベンシア（子）や元老院議員パンフィロ・ラクソンをはじめとする有力者たちから、アロヨ大統領の辞任を求める声が上がり、また、元老院議長マヌエル・ビラールや元老院議員アラン・ピーター・カエタノは、彼女に休業を勧めた。副大統領ノリ・デ・カストロは、アロヨ大統領や他の政府高官たちも、主張されているような不適切な行為に直接関わったと判明するなら「交代すべきだ (should be charged)」と述べた。
フィリピン・カトリック司教協議会は、2008年2月25日に緊急の会議を開き、アロヨの退任を求めることはせず、「道義的改革過程 (moral reform process)」に加わるよう求めるという共同歩調をとることを決めた。
2008年2月29日には、マカティ中心業務地区で政治腐敗に抗議し、アロヨ大統領の辞任を求めるデモ行進がおこなわれた。このデモの参加者の中には、元大統領のコラソン・アキノやジョセフ・エストラーダもおり、警察もデモ主催者側も参加者は 15,000人ほどであったと推定した。